# Desaparición de Martha Jean Lambert
Martha Jean Lambert (nacida el 26 de marzo de 1973) era una niña estadounidense de doce años de edad que desapareció en noviembre de 1985. No se la ha vuelto a ver y se sospecha que se trata de un crimen.

## Vida previa
Martha era hija de Howard y Margaret Lambert y nació el 26 de marzo de 1973. Su familia y allegados la describieron como una niña afable, amable y algo tímida a la que le encantaba pasar tiempo en casa de sus amigos. Sin embargo, su vida no era perfecta. Su padre Howard era alcohólico y tenía un temperamento explosivo que llevaba a constantes enfrentamientos verbales y físicos con su mujer. Por razones que no se hicieron públicas, aunque la investigación apuntó a maltrato infantil, tanto Martha como sus dos hermanos pasaron gran parte de su juventud en casas de acogida y en muchos hogares diferentes. 
A pesar de su pequeña estatura, Martha era conocida por tener una fuerza considerable para su edad. Era la pacificadora entre sus dos hermanos mayores y se llevaba bien con ellos. A Martha le gustaba pasar tiempo con su madre, que se refería a Martha como su "mejor amiga". A Martha le gustaba ir a la iglesia; no obstante, no era muy aplicada en el colegio, donde sacaba malas notas. Le gustaba comer patatas fritas y espaguetis, le gustaba la música country y le gustaba el fútbol. Martha amaba a su familia y estaba emocionada por el Día de Acción de Gracias de 1985 porque pasaría el día con su familia en casa de su abuela.

## Desaparición
Entonces alumna de séptimo curso, Martha fue vista por última vez el 27 de noviembre de 1985. Ese día asistió a sus clases en la Ketterlinus Junior High School y, cuando terminaron las clases, se fue a casa de una amiga para pasar un rato. Luego salió de la casa de la amiga para regresar a su propia casa en Kerri Lynn Road en San Agustín (Florida), aproximadamente a las 19:30 horas. Lo que sucedió después no está claro, ya que su familia dio diferentes historias de los acontecimientos de esa noche.
Se denunció la desaparición de Martha a las 3 de la madrugada del 28 de noviembre, cuando nadie pudo encontrarla. Martha fue descrita como una mujer caucásica, de pelo rubio y ojos azules. Medía aproximadamente 1,70 metros y pesaba 70 kilos. Tenía marcas de nacimiento en la parte superior del pecho izquierdo y en la parte delantera del muslo derecho, y le sobresalían ligeramente los dientes frontales superiores. La última vez que se supo de Martha llevaba un vestido de verano de manga corta y debajo un bikini a juego.

## Investigación
Las autoridades comenzaron a buscar a Martha inmediatamente después de su desaparición. Se buscaron zonas a lo largo de la carretera estatal 207 y zonas en Kerri Lynn Road. No se encontró nada y el caso empezó a enfriarse. Nunca perdieron la esperanza de encontrar a la niña. Desde el día en que desapareció, la madre de Martha creía que la habían secuestrado y se la habían llevado de la zona. Según ella, la noche de la desaparición de Martha, ella y su hija estaban en una reunión social cuando Martha dijo: "Mamá, me voy, vuelvo en cinco minutos". Abandonó la reunión y nunca regresó. Cuando Margaret se dio cuenta de que había pasado mucho tiempo y Martha no había vuelto, salió a buscarla. Más tarde denunció su desaparición.
Las autoridades interrogaron a todas las personas de la zona. Algunos vecinos declararon que habían visto a Martha caminando hacia el oeste por Kerri Lynn Road esa misma noche. Otros también informaron de que habían visto una furgoneta verde sospechosa que circulaba por la zona. Era el único vehículo que no era originario de la zona. Al parecer, fue vista poco después de que Martha se marchara. Su hermano, David Lambert, dio diversas versiones de lo ocurrido aquella noche. Una vez dijo que vio a Martha entrar en un vehículo negro. Las autoridades dijeron que la historia no se sostenía. Luego declaró que él y Martha estaban cenando esa noche cuando Martha dijo que iba a salir. Cuando él le preguntó adónde iba, ella le dijo que no era asunto suyo y se negó a revelar su destino. Se marchó y David vio cómo Martha se alejaba en la oscuridad. En un principio se consideró que Martha se había fugado, pero las autoridades creen que fue víctima de un crimen y que probablemente falleció.

## Teoría del secuestro
Muchos, incluida la madre de Martha, creían que la niña había sido secuestrada por una persona ajena a la familia mientras estaba fuera. Las autoridades también lo sospecharon e investigaron con ahínco la posibilidad de un secuestro por un extraño, pero no surgió ninguna pista a pesar de las exhaustivas búsquedas e investigaciones. Nunca se nombró a nadie como su secuestrador y nunca se ha detenido a nadie en relación con su desaparición. Se han nombrado varios posibles sospechosos en el caso, pero no había pruebas, en el caso, que demostraran que tuvieran algo que ver con su desaparición. Muchas agencias en línea siguen clasificando a Martha como un caso de secuestro no familiar.

## David Lambert
David Allen Lambert, el hijo mediano de la familia Lambert, siempre ha sido mencionado en el caso. A lo largo de los años ha hecho declaraciones muy diversas a la policía sobre la desaparición de su hermana. En un momento dado declaró que Martha estaba viva, que se había puesto en contacto con él y que iba a ponerse en contacto con las autoridades que trabajaban en su caso. Esto nunca ocurrió. Los investigadores siempre han creído que David ocultaba algo y que sabía más de lo que decía sobre la desaparición de Martha. En 1985 tenía catorce años.

### Confesión
En 2000, cuando David fue detenido por intentar pasar un cheque sin fondos, dijo a las autoridades que era responsable de la muerte de Martha y declaró que la había enterrado en una mina de coquina conocida como The Pitts, en Holmes Boulevard. La mina fue registrada pero los investigadores no encontraron el cuerpo de Martha.En aquel momento no se le pudo acusar por falta de pruebas.
En 2009, confesó de nuevo haber matado a Martha. Declaró que el 27 de noviembre de 1985, él y Martha abandonaron la casa de los Lambert porque sus padres se pelearon por un pavo quemado. Fueron a una tienda Lil Champs; al parecer, David llevaba más de 20 dólares. Martha gastó algo más de 4 dólares y le dio el cambio. Luego declaró que él y Martha fueron a jugar al Florida Memorial College abandonado que estaba cerca de la residencia de los Lambert. David declaró que él y Martha se pelearon porque él le negó a Martha la petición de otros 20 dólares. Martha abofeteó a David en la cara y en respuesta él la empujó. La empujó tan fuerte que ella cayó al suelo y se golpeó la cabeza con un trozo de metal. Cuando David se dio cuenta de lo ocurrido, levantó a Martha y vio que tenía un gran agujero en la nuca y que le salía sangre. Pidió ayuda, con la esperanza de que alguien viniera a socorrer a la niña. Al parecer, nadie le oyó. David tenía miedo de lo que le harían sus padres si descubrían lo que le había hecho a Martha, así que, utilizando el trozo roto de una señal de tráfico, cavó una tumba improvisada de un metro y colocó a Martha en el agujero, para volver más tarde a casa.

## Hechos posteriores
Las autoridades estaban seguras de que David decía la verdad sobre la muerte de su hermana. No se le acusó de homicidio involuntario debido a su edad en el momento de la muerte de Martha y a que para entonces ya había prescrito el delito. El caso de Martha se cerró, pero las autoridades han declarado que la investigación puede reabrirse si aparece nueva información. La madre de Martha sigue convencida de que Martha fue secuestrada y ha declarado que David suele contar cuentos para llamar la atención.
David se retractó posteriormente de su confesión y declaró que no sabía lo que le había ocurrido a Martha. Ha declarado que tiene problemas emocionales y mentales desde hace tiempo. También mencionó la posibilidad de que Martha siguiera viva. Los investigadores y los equipos forenses pasaron dos días registrando los terrenos donde estuvo el colegio, pero no pudieron encontrar el cuerpo de Martha. La construcción y demolición de la zona en los años transcurridos desde su desaparición pudieron haber desplazado la tumba.